# 曼·莫汉·阿迪卡里
曼·莫汉·阿迪卡里（英語：Man Mohan Adhikari；1920年6月9日—1999年4月26日），1994年至1995年任尼泊尔首相，他是尼泊尔共产党和尼泊尔共产党（联合马列）创始人之一，他是第一个经民选成为尼泊尔政府首脑的共产党人。

## 生平
1920年6月9日，阿迪卡里出生在尼泊尔加德满都Lazimpat，他的童年在比拉德訥格爾度过，他被送到瓦拉纳西读书到1938年，1942年，阿迪卡里攻读理工学士学位时，加入“退出印度运动”，但是被英帝国驻印度士兵逮捕并且送入了监狱，和其他政治犯羁押在一起。
阿迪卡里在印度读大学时，他投身共产主义运动，并加入印度共产党。阿迪卡里担任Biratnagar的工会领导人时，回到了尼泊尔。
1949年，阿迪卡里加入尼泊尔共产党。
当孟加拉国解放战争爆发时，阿迪卡里质疑是印度侵略巴基斯坦，所以被逮捕了。
1960年，阿迪卡里参与王室政变，之后被尼泊尔政府逮捕监禁。
1999年4月26日，阿迪卡里因心脏病导致的脑死亡而去世。